# 1998 no carnaval
Nesta página encontrará referências aos acontecimentos directamente relacionados com o carnaval ocorridos durante o ano de 1998.

## Eventos
- As escolas GRES Estação Primeira de Mangueira e GRES Beija-Flor de Nilópolis dividem o título de campeãs do carnaval carioca, no último empate deste evento.
- o Vai-Vai conquista pela 9ª vez o carnaval da cidade de São Paulo.[1]

## Nascimentos
| Data | Nome | Profissão | Nacionalidade | Observações | Ref |
| ---- | ---- | --------- | ------------- | ----------- | --- |

## Mortes
| Data | Nome | Profissão | Nacionalidade | Observações | Ref |
| ---- | ---- | --------- | ------------- | ----------- | --- |